# Patio trasero de Estados Unidos

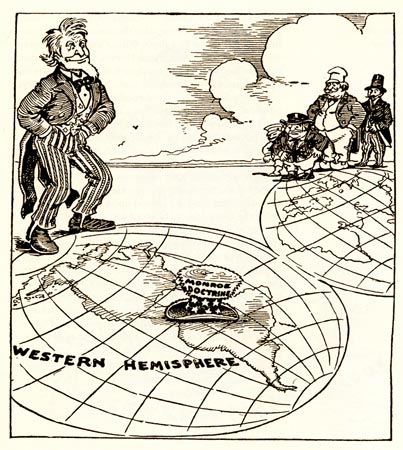
Una caricatura de 1912 que destaca la influencia de Estados Unidos en la protección de los países vecinos en su "patio trasero" de la expansión colonial europea en el siglo que siguió a la Doctrina Monroe

El patio trasero de Estados Unidos (en inglés: America's Backyard) es un concepto utilizado a menudo en contextos de ciencia política y relaciones internacionales para referirse a la esfera de influencia de los Estados Unidos, especialmente América Latina.
Es algo análogo al concepto ruso de "Near Abroad" (ruso: ближнее зарубежье, blizhneye zarubezhye; traducible al español como Extranjero Cercano), que se refería a los estados periféricos de la antigua Unión Soviética.
El término recientemente ha sido prominente en los medios de comunicación con referencia a las amenazas a la seguridad nacional de los EE. UU. (Incluidos los ejercicios militares rusos y el terrorismo del Medio Oriente) que se utilizan para contrastar tales amenazas en casa con las de los frentes tradicionales en Europa o Medio Oriente.
En un contexto menos geopolítico, el patio trasero de Estados Unidos también se utiliza en ocasiones para referirse a parques nacionales y tierras públicas en los Estados Unidos, así como al corazón de los Estados Unidos en general. 

## Terminología
Basándose en el uso del término patio trasero para referirse al área o vecindario circundante en el que uno reside, el "patio trasero de Estados Unidos" ha sido referido como el área dentro de la cual Estados Unidos, como el "propietario", ha afirmado algún derecho de propiedad o buscó limitar la influencia externa. Este término se refiere al área dentro de la cual las acciones del enemigo o las potencias en competencia podrían temer o verse como provocadoras. Esto tiene mucho en común con el concepto ruso de "Extranjero Cercano", utilizados principalmente en referencia a los países del antiguo bloque soviético, lo que significaba que "Rusia [reclamaba] derechos en la región que trascienden las convenciones diplomáticas tradicionales".
Existen diferencias entre los términos, en que "extranjero cercano" para Rusia se refería a países que habían estado en unión política con Rusia hasta la caída de la Unión Soviética (y después de la independencia fueron inicialmente parte de la Comunidad de Estados Independientes), mientras que los países de América Central y del Sur considerados parte del patio trasero de Estados Unidos nunca han estado políticamente vinculados a los Estados Unidos (con la excepción de Panamá). Además, el "patio trasero de Estados Unidos" se ha utilizado en un contexto doméstico para referirse a parques nacionales y otras tierras abiertas, mientras que "extranjero cercano" se refiere únicamente a áreas extranjeras (aunque próximas) y no se puede utilizar en un contexto de tierras públicas.
En otro uso del término, la idea del patio trasero de Estados Unidos como un lugar de seguridad y tranquilidad se ha utilizado en referencia a pueblos y ciudades pequeñas de Estados Unidos. Por ejemplo, después del ataque terrorista de Oklahoma City en 1995, los estadounidenses expresaron con sorpresa que este ataque tuvo lugar en una ciudad "de la América media" en lugar de una de las ciudades políticas o económicas más conocidas de Estados Unidos o en el extranjero. Muchos expresaron su sorpresa de que tal terrorismo pudiera ocurrir en el centro de los Estados Unidos, "en el corazón del país". Además, "El patio trasero de América" ha aparecido indistintamente con "corazón" en los escritos de una variedad de periodistas, autores, veteranos de guerra y blogueros. 

## Historia
El término "patio trasero de Estados Unidos" se refería originalmente al área tradicional de dominación de los Estados Unidos y su principal esfera de influencia, que fue América Central y del Sur durante mucho tiempo.

### En relación con América Latina
A principios del siglo XIX, muchas colonias españolas en América Latina intentaban aprovecharse del imperio español en quiebra e intentaban independizarse de España. Sin embargo, a principios de la década de 1820, España estaba al borde de la restauración. Estados Unidos y Gran Bretaña no querían que España recuperara ningún poder en América Latina porque querían que esas colonias se independizaran. Simón Bolívar fue un líder en la lucha por la independencia. Con esas colonias independientes, podrían comerciar de manera mutuamente beneficiosa con los Estados Unidos y Gran Bretaña y no estar restringidas por la España mercantilista que quería beneficiar su economía nacional a expensas de los latinoamericanos. 
A la luz de todo esto, el presidente James Monroe propuso la Doctrina Monroe el 2 de diciembre de 1823. La Doctrina declaró que cualquier esfuerzo adicional de los países europeos para colonizar tierras o interferir con los estados de las Américas sería visto por los Estados Unidos de América como actos de agresión que requieren la intervención de Estados Unidos y afirmaron que el hemisferio occidental no debía ser colonizado por los países europeos, y que Estados Unidos no interferiría con las colonias europeas existentes ni en las preocupaciones internas de los países europeos. Sin embargo, dado que Estados Unidos en ese momento no era conocido como un país poderoso, la Doctrina no fue tomada internacionalmente en serio, sin embargo, ya que Gran Bretaña estuvo de acuerdo con ella, ningún país la cuestionó.
El término "patio trasero de Estados Unidos" fue acuñado durante este tiempo como una referencia a América Latina. Estados Unidos apoyó la independencia de las colonias españolas porque querían mantener a España y otros países europeos fuera del hemisferio occidental, el "patio trasero de Estados Unidos". 

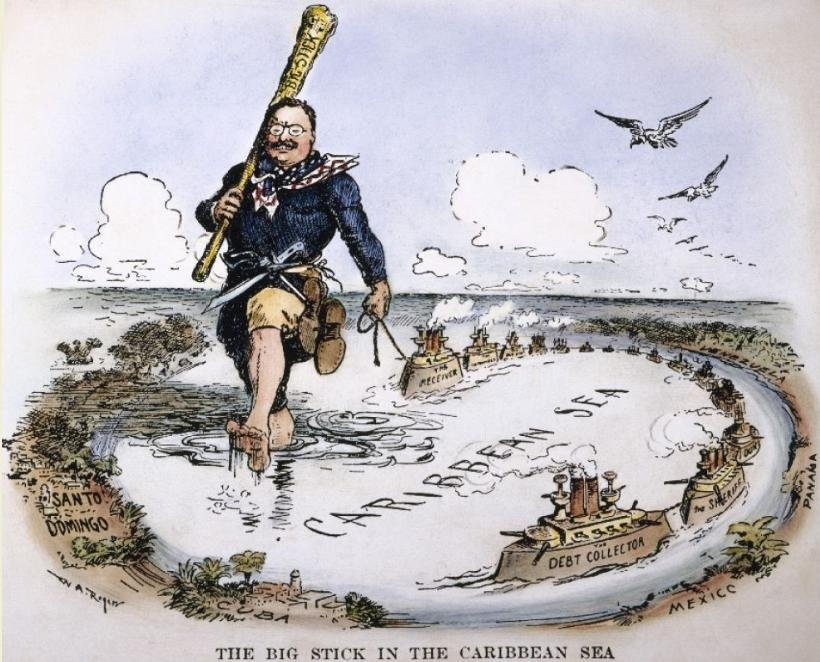
Caricatura de Theodore Roosevelt, patrullando el Caribe con un gran garrote. Esta caricatura ilustra la política del Gran Garrote

Desde el establecimiento de los Estados Unidos, las relaciones internacionales han sido políticamente importantes para asegurar la democracia desarrollada de la nación y el poder influyente. Con América Latina en la proximidad más cercana a la Unión Americana, la región ha sido etiquetada como "El patio trasero de los Estados Unidos". En un intento por promover el desarrollo económico, el gobierno de los EE. UU. ha desarrollado varias estrategias hacia Latinoamérica, como la Alianza para el Progreso.
Publicaciones recientes ofrecen una visión más detallada del desarrollo de las relaciones entre los Estados Unidos y América Latina. El curso de la historia lleva a la investigación general de si EE. UU. Debe ser percibido como un buen vecino o un gran lobo malo. Una de esas publicaciones es el libro America’s Backyard: The United States and Latin America from the Monroe Doctrine to the War on Terror (El patio trasero de Estados Unidos: Estados Unidos y América Latina, desde la Doctrina Monroe hasta la Guerra contra el Terror) de Grace Livingstone. Este libro explica la estrategia estadounidense hacia América Latina durante el último medio siglo, revelando específicamente sus debilidades intrínsecas y la profunda ignorancia y prejuicio de los formuladores de políticas de los Estados Unidos. Aunque Livingstone admite un sesgo negativo, uno que se centra en los aspectos negativos de la política estadounidense hacia América Latina a expensas de los esfuerzos positivos, como la Alianza para el Progreso, afirma que la historia debe ser expuesta.
Aunque América Latina no es la zona más pobre del mundo, es la más desigual. Históricamente, una pequeña élite ha controlado la mayor parte de la riqueza. Estados Unidos ha tratado tradicionalmente con esa élite, por represiva o reaccionaria que haya sido, porque controlaban el gobierno y la economía de mercado. Las masas de pobres a menudo eran analfabetas y vivían en una economía de subsistencia. Estos hechos posteriores ayudan a explicar el desarrollo desigual de América Latina. Livingstone expresa que a pesar de que en los Estados Unidos y Europa la agitación revolucionaria o la guerra han sido a veces el precursor necesario del cambio, el gobierno de los Estados Unidos ha actuado como contrapeso a la reforma, con respecto al trastorno, la protesta masiva (y, por supuesto, la revolución) como una amenaza para estabilidad y por lo tanto sus propios intereses.
Sin embargo, el papel tradicional de los Estados Unidos como el único poder hegemónico de las Américas ha sido desafiado por Cuba durante la Guerra Fría y más allá. También ha sido desafiado en años recientes por países como Venezuela.

### En relación con Medio Oriente
Varios analistas políticos europeos han sostenido que la política exterior de Estados Unidos en el Medio Oriente (intencionalmente o no) ha tenido el efecto de convertir a Medio Oriente en el nuevo "patio trasero" de Estados Unidos: un nuevo epicentro dentro del cual los Estados Unidos están tratando de exhortar la influencia en la política a través del cambio de régimen y la presión política que se asemeja a acciones pasadas de Estados Unidos en América Latina.
El periodista británico Martin Jacques se refiere al Medio Oriente como bajo la "esfera de influencia" de los Estados Unidos. Sin embargo, esto está siendo desafiado por la presencia y el crecimiento de Irán, Rusia y China. Además, los esfuerzos de Estados Unidos para expandir la influencia en el Medio Oriente, especialmente con la Guerra civil siria, la Guerra de Irak y la Guerra de Afganistán, han fallado, con resultados "desastrosos".

## Patios traseros de otras naciones
Tanto "patio trasero" como "extranjero cercano" se utilizan cada vez más para referirse a las esferas de influencia inmediatas de otras potencias importantes, como China e India.
En el caso de China, su esfera de influencia ha sido tradicionalmente el sudeste de Asia, pero recientemente está comenzando a expandirse en Asia Central (históricamente de influencia rusa) e incluso partes del sur de Asia con proyectos de infraestructura en lugares como Kazajistán, Irán y Pakistán. Hubo momentos en que Asia Central también estaba bajo la esfera de influencia china, especialmente durante las dinastías Han y Tang.